# Marcin Prachnio
Marcin Prachnio (ur. 14 lipca 1988 w Warszawie) – polski karateka oraz zawodnik mieszanych sztuk walki. Wielokrotny Mistrz Polski oraz dwukrotny medalista Mistrzostw Europy w kyokushin karate. Od grudnia 2017 roku walczy dla UFC.

## Życiorys
Po kilku latach próśb do rodziców o zgodę, Prachnio rozpoczął treningi karate w wieku 12 lat. W późniejszym czasie został wielokrotnym mistrzem Polski w karate kyokushin i zajął drugie miejsce w mistrzostwach Europy. Szukając nowych wyzwań, przeniósł się do Amsterdamu w 2013 roku, aby przejść na mieszane sztuki walki. Ojciec dwójki dzieci – z żoną Elwirą mają syna i córkę.

## Przeszłość w karate
Swoją przygodę z karate rozpoczął w Mazowieckim Klubie Karate Kyokushin (MKKK). W 2011 zajął 3. miejsce na Wagowych Mistrzostwach Europy Kyokushin, rok później zdobył srebro Mistrzostw Europy. W karate kyokushin posiada stopień czarnego pasa. 

## Kariera MMA

### Pierwsze walki na Bałkanach
Po zakończeniu bogatej kariery karateki przeszedł na mieszane sztuki walki i dołączył do holenderskiego klubu Tatsujin Dojo. 13 lipca 2013 zadebiutował w tym sporcie, pokonując Tomasa Siaucila przez techniczny nokaut. Przez następne dwa lata związany z kilkoma bałkańskimi organizacjami m.in. chorwacką – Final Fight Championship, gdzie 27 listopada 2015 zdobył pas mistrza wagi półciężkiej (do 93 kg), pokonując przed czasem Tomislava Spahovicia.

### ONE Championship
Na początku 2016 podpisał kontrakt z największą azjatycką organizacją One Championship. W debiucie 20 lutego zwyciężył Brazylijczyka Alexandre Machado przez techniczny nokaut. 
14 stycznia 2017 na ONE: Quest for Power miał zmierzyć się z Witalijem Bigdashem o mistrzostwo One Championship w wadze średniej, jednak został zmuszony do wycofania się z powodu kontuzji i został zastąpiony przez Aung La Nsanga.
Dobra postawa Prachnio w Azji (dwa zwycięstwa przez nokaut, jedno przez decyzję) spowodowała jego zainteresowanie przez największą organizację MMA na świecie – Ultimate Fighting Championship.

### UFC
W debiucie dla amerykańskiego giganta zmierzył się z bardziej doświadczonym weteranem organizacji Samem Alveyem, 24 lutego 2018 roku na UFC on Fox 28. Przegrał walkę przez nokaut w pierwszej rundzie.
W drugiej walce w organizacji zmierzył się z Magomiedem Ankalajewem podczas UFC Fight Night: Hunt vs. Oleinik 15 września 2018 roku. Przegrał walkę przez nokaut w pierwszej rundzie.
Po prawie dwóch latach przerwy powrócił do oktagonu 22 sierpnia 2020, gdzie na gali UFC on ESPN 15 doszło do jego walki z Mikiem Rodriguezem. Kolejny raz został znokautowany w pierwszej rundzie.
Pierwszą wygraną w amerykańskiej organizacji odnotował na gali UFC 257, pokonując Khalila Rountree jednogłośną decyzją sędziów.
Podczas UFC Fight Night 190, które miało miejsce 26 czerwca 2021 roku skrzyżował rękawice z Ikiem Villanuevą. Wygrał walkę przez efektowne kopnięcie na korpus, którym znokautował rywala w drugiej rundzie. Później został nagrodzony $50-tysięcznym bonusem za Występ Wieczoru.
20 listopada 2021 roku podczas UFC Fight Night 198 miał zmierzyć się z Azamatem Murzakanovem, ale walka została później odwołana z powodu problemów wizowych.
Na gali UFC Fight Night: Lemos vs. Andrade 23 kwietnia 2022 roku przegrał jednogłośną decyzją z Philipe Linsem.
19 listopada 2022 roku na UFC Fight Night 215 miał stoczyć walkę z Williamem Knightem.  Osiem dni przed tym wydarzeniem pojedynek został odwołany. Starcie zawodników przeniesiono na termin 18 lutego 2023 podczas UFC Fight Night: Andrade vs. Blanchfield. Prachnio zwyciężył walkę jednogłośną decyzją sędziowską (x3 30:27). Ustanowił także nowy najlepszy wynik w trzyrundowych pojedynkach w męskich kategoriach, zadając aż 63 niskie kopnięcia rywalowi. O ustanowionym przez Polaka rekordzie poinformował portal ESPN na swoim profilu na Twitterze.
10 lipca 2023 na gali UFC 290, która odbyła się w Las Vegas zmierzył się z niepokonanym Brazylijczykiem, Vitorem Petrino. Po ponad trzech minutach ostatniej odsłony przegrał przez poddanie duszeniem trójkątnym rękoma.
W kolejnej walce, którą stoczył 10 lutego 2024 na gali UFC Fight Night: Hermansson vs. Pyfer skrzyżował rękawice z Devinem Clarkiem. Wygrał po 15 minutowym starciu werdyktem jednogłośnym.
27 lipca 2024 w Manchesterze podczas gali UFC 304 zawalczył z byłym mistrzem Cage Warriors, Modestasem Bukauskasem. Przegrał w trzeciej rundzie, w której to został poddany duszeniem zza pleców.
Oczekiwano, że podczas gali UFC 312, która odbędzie się 8 lutego 2025 w Sydney, zmierzy się z Jimmym Crute. Na miesiąc przed tym wydarzeniem poinformowano, że Prachnio się wycofał z walki. Do polsko-australijskiego starcia doszło ostatecznie na gali UFC 318, która odbyła się 19 lipca 2025 w Nowym Orleanie. W pierwszej rundzie został poddany dźwignią prostą na staw łokciowy.

## Osiągnięcia

### Mieszane sztuki walki
- Shooto
  - 2013: Mistrzostwa Europy Amatorskiego Shooto – 1. miejsce w kat. -100 kg

- Final Fight Championship
  - 2015: Mistrz FFC w wadze półciężkiej[8]

- Ultimate Fighting Championship
  - Bonus za występ wieczoru (jeden raz) vs. Ike Villanueva (2021)[25]

### Kyokushin
- 2005: V Mistrzostwa Europy Open – 5-8 miejsce w kat. 75 kg
- 2006: Mistrzostwa Makroregionu Wschodniego – 3. miejsce w kat. +75 kg
- 2006: IV Puchar Smoka – 1. miejsce w kat. 80 kg
- 2006: XVII Mistrzostwa Polski Juniorów – 2. miejsce w kat. 80 kg[2]
- 2007: Mistrzostwa Makroregionu Wschodniego – 2. miejsce w kat. 80 kg[2]
- 2007: XVIII Mistrzostwa Polski Juniorów – 3. miejsce w kat. 80 kg[2]
- 2007: XXIV Puchar Polski Seniorów – 1. miejsce w kat. 80 kg[2]
- 2008: Mistrzostwa Makroregionu Wschodniego – 2. miejsce w kat. +80 kg[2]
- 2008: XXV Puchar Polski Seniorów Karate Kyokushin – 2. miejsce w kat. 80 kg[2]
- 2008: XIX Mistrzostwa Polski Juniorów- 1. miejsce w kat. 80 kg[2]
- 2008: XXXV Mistrzostwa Polski Seniorów- 2. miejsce w kat. 80 kg[2]
- 2009: XXVI Puchar Polski Seniorów Karate Kyokushin – 1. miejsce w kat. 80 kg[2]
- 2010: VIII Puchar Smoka – 1. miejsce w kat. open
- 2010: XXXVII Mistrzostwa Polski Seniorów Karate Kyokushin – 1. miejsce w kat. 80 kg[2]
- 2010: XXVII Puchar Polski Seniorów – 1. miejsce w kat. 90 kg
- 2011: Wagowe Mistrzostwa Europy Seniorów Kyokushin Karate – 3. miejsce w kat. 90 kg[2]
- 2011: The 10th World Open Karate Tournament – najlepsza 16-ka
- 2011: I Międzynarodowy Turniej IKO GALIZIA CUP – 1. miejsce w kat. +80 kg
- 2012: Iran International Championship – 4. miejsce
- 2012: XXXIX Mistrzostwa Polski Seniorów Karate Kyokushin – 1. miejsce
- 2012: XXVI Wagowe Mistrzostwa Europy Kyokushin Karate – 2. miejsce[2]
- 2012: All American Open Karate Championships – 5. miejsce
- Stopień: Czarny Pas[7]

## Lista zawodowych walk w MMA
| Wynik     | Bilans | Przeciwnik (bilans przed walką) | Rozstrzygnięcie                                   | Runda | Czas | Rozgrywki                                | Data       | Miejsce         | Uwagi                                                     |
| --------- | ------ | ------------------------------- | ------------------------------------------------- | ----- | ---- | ---------------------------------------- | ---------- | --------------- | --------------------------------------------------------- |
| Przegrana | 17-9   | Jimmy Crute (12-4-2)            | Poddanie (dźwignia prosta na staw łokciowy)       | 1     | 4:32 | UFC 318                                  | 19.07.2025 | Nowy Orlean     |                                                           |
| Przegrana | 17-8   | Modestas Bukauskas (15-6)       | Poddanie (duszenie zza pleców)                    | 3     | 3:12 | UFC 304                                  | 27.07.2024 | Manchester      |                                                           |
| Wygrana   | 17-7   | Devin Clark (14-8)              | Decyzja (jednogłośna)                             | 3     | 5:00 | UFC Fight Night: Hermansson vs. Pyfer    | 10.02.2024 | Las Vegas       |                                                           |
| Przegrana | 16-7   | Vitor Petrino (8-0)             | Poddanie (duszenie trójkątne rękoma)              | 3     | 3:42 | UFC 290                                  | 10.07.2023 | Las Vegas       |                                                           |
| Wygrana   | 16-6   | William Knight (11-4)           | Decyzja (jednogłośna)                             | 3     | 5:00 | UFC Fight Night: Andrade vs. Blanchfield | 18.02.2023 | Las Vegas       |                                                           |
| Przegrana | 15-6   | Philipe Lins (14-5)             | Decyzja (jednogłośna)                             | 3     | 5:00 | UFC Fight Night: Lemos vs. Andrade       | 23.04.2022 | Las Vegas       |                                                           |
| Wygrana   | 15-5   | Ike Villanueva (18-11)          | KO (kopnięcie na wątrobę)                         | 2     | 0:56 | UFC on ESPN: Gane vs. Volkov             | 26.06.2021 | Las Vegas       | Bonus za występ wieczoru.                                 |
| Wygrana   | 14-5   | Khalil Rountree Jr. (8-4)       | Decyzja (jednogłośna)                             | 3     | 5:00 | UFC 257                                  | 23.01.2021 | Abu Zabi        |                                                           |
| Przegrana | 13-5   | Mike Rodriguez (10-4)           | TKO (ciosy łokciami i pięściami)                  | 1     | 2:17 | UFC on ESPN: Munhoz vs. Edgar            | 22.08.2020 | Las Vegas       | Co-Main Event                                             |
| Przegrana | 13-4   | Magomied Ankalajew (9-1)        | KO (wysokie kopnięcie na głowę i ciosy pięściami) | 1     | 3:09 | UFC Fight Night: Hunt vs. Oleynik        | 15.09.2018 | Moskwa          |                                                           |
| Przegrana | 13-3   | Sam Alvey (31-10)               | TKO (cios pięścią)                                | 1     | 4:23 | UFC on Fox: Emmett vs. Stephens          | 24.02.2018 | Orlando         | Debiut w UFC.                                             |
| Wygrana   | 13-2   | Gilberto Galvão (29-5-1)        | TKO (ciosy pięściami)                             | 1     | 1:23 | ONE Championship: Kings and Conquerors   | 05.08.2017 | Makau           |                                                           |
| Wygrana   | 12-2   | Jake Butler (7-1)               | TKO (kolano)                                      | 1     | 2:30 | ONE Championship: Titles and titans      | 27.09.2016 | Dżakarta        |                                                           |
| Wygrana   | 11-2   | Leandro Ataides (8-2)           | Decyzja (niejednogłośna)                          | 3     | 5:00 | ONE Championship: Kingdom of Champions   | 27.05.2016 | Bangkok         | Walka w wadze średniej.                                   |
| Wygrana   | 10-2   | Alexandre Machado (7-1)         | TKO (ciosy pięściami)                             | 1     | 2:44 | ONE Championship: Tribe of Warriors      | 20.02.2016 | Dżakarta        | Debiut w One Championship. Walka w wadze ciężkiej.        |
| Wygrana   | 9-2    | Tomislav Spahović (8-5)         | TKO (ciosy pięściami)                             | 1     | 3:22 | Final Fight Championship 21              | 27.11.2015 | Rijeka          | Zdobył pas mistrza FFC w wadze półciężkiej. Co-Main Event |
| Wygrana   | 8-2    | Matej Batinić (14-2)            | Decyzja (jednogłośna)                             | 3     | 5:00 | Final Fight Championship 19              | 18.09.2015 | Linz            |                                                           |
| Wygrana   | 7-2    | Ryan Salamagnou (2-3-1)         | TKO (ciosy pięściami)                             | 1     | 0:21 | HIT Fighting Championship                | 27.06.2015 | Zurych          |                                                           |
| Wygrana   | 6-2    | Elvir Cosic (0-0)               | TKO (ciosy pięściami)                             | 1     | 1:34 | Bosnia FC 2                              | 13.06.2015 | Sarajewo        |                                                           |
| Przegrana | 5-2    | Aleksandar Rakić (5-1)          | TKO (ciosy pięściami)                             | 3     | 3:00 | Final Fight Championship 16              | 06.12.2014 | Wiedeń          |                                                           |
| Wygrana   | 5-1    | Stjepan Bekavac (16-4)          | TKO (kolano w stójce)                             | 1     | 0:35 | Final Fight Championship 14              | 03.10.2014 | Lublana         | Co-Main Event                                             |
| Wygrana   | 4-1    | Milco Voorn (20-10-1)           | TKO (ciosy pięściami)                             | 1     | 3:40 | Shaolin-Ryu – Fight Club Den Haag 2014   | 22.06.2014 | Haga            |                                                           |
| Wygrana   | 3-1    | Bozo Mikulic (3-2)              | TKO (ciosy pięściami)                             | 1     | 2:56 | Final Fight Championship 13              | 06.06.2014 | Zadar           |                                                           |
| Przegrana | 2-1    | Ivica Tadijanov (0-1)           | Decyzja (jednogłośna)                             | 3     | 5:00 | Final Fight Championship 11              | 04.04.2014 | Osijek          |                                                           |
| Wygrana   | 2-0    | Milan Vinčić (0-2)              | Poddanie (duszenie zza pleców)                    | 1     | 1:46 | Bosnia Fight Championship 1              | 09.11.2013 | Sarajewo        |                                                           |
| Wygrana   | 1-0    | Tomas Siaucila (1-4)            | TKO (ciosy pięściami)                             | 1     | 1:11 | UWC 23                                   | 13.07.2013 | Southend-on-Sea |                                                           |